# 隆芒廷牧場 (亞利桑那州)
隆芒廷牧場（英語：Lone Mountain Ranch）是位於美國亞利桑那州馬里科帕縣的一個非建制地區。該地的面積和人口皆未知。

## 地理
隆芒廷牧場的座標為33°46′12″N 111°57′28″W / 33.77000°N 111.95778°W，而該地的平均海拔高度為621米（即2037英尺）。